# Poppy (film)
Pour les articles homonymes, voir Poppy.
Pour plus de détails, voir Fiche technique et Distribution.
Poppy est un film américain réalisé par A. Edward Sutherland, sorti en 1936.
Il est basé sur  une comédie musicale de Dorothy Donnelly de 1923 dans laquelle jouait déjà W. C. Fields.

## Synopsis
Eustace McGargle, un escroc, tente d'échapper au shérif tout en prenant soin de sa fille adoptive bien-aimée Poppy, qui, après avoir prétendu être une héritière pour gagner un héritage, se révèle être une véritable héritière.

## Fiche technique
- Réalisation : A. Edward Sutherland
- Scénario : Waldemar Young, Virginia Van Upp
- Production : Paramount
- Photographie : William C. Mellor
- Montage : Stuart Heisler
- Musique : Friedrich Hollaender (non crédité), Victor Young (musique additionnelle, non crédité)
- Pays de production :  États-Unis
- Langue de tournage : Anglais, Français
- Format : Noir et blanc — 35 mm — 1,37:1 — Son : Mono (Western Electric Noiseless Recording)
- Genre : Comédie, Film musical
- Durée : 73 minutes (1 h 13)
- Dates de sortie : 
  - États-Unis : 17 juin 1936

## Distribution
- W. C. Fields : Professeur Eustace McGargle
- Rochelle Hudson : Poppy
- Richard Cromwell : Billy Farnsworth
- Catherine Doucet : Comtesse Maggi Tubbs DePuizzi
- Lynne Overman : l'avocat Whiffen
- Granville Bates : le maire Farnsworth
- Maude Eburne : Sarah Tucker
- Adrian Morris : le policier Bowman